# Andreas Schmid (Theologe)

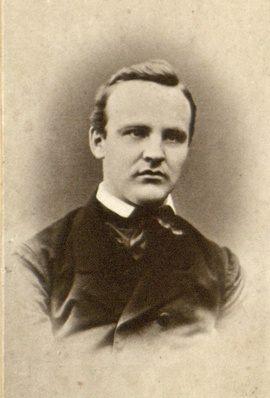
Andreas Schmid

Andreas Schmid (* 9. Januar 1840 in Zaumberg (heute Immenstadt im Allgäu); † 23. April 1911 in München) war ein katholischer Priester und Theologe.

## Biografie
Andreas Schmid wurde geboren als jüngstes Kind der Bauersleute Joseph Anton Schmid und Anna Maria geb. Käser († 1840), in Zaumberg. Sein älterer Bruder war der Priester und Theologe Alois Schmid. Dieser unterrichtete u. a. an den Gymnasien von Zweibrücken und Dillingen, wo Andreas Schmid zu seinen Schülern zählte.
Ab 1860 studierte Andreas Schmid in München, 1861–1863 war er Alumne des Priesterseminars Georgianum und erhielt 1863 die Priesterweihe.
Zunächst Kaplan in Ettringen (Wertach), kam der Neupriester 1864 in gleicher Funktion nach Dillingen.  1865 avancierte er zum 1865 Subregens des Georgianums München, 1866 promovierte er.
Von 1876 bis zur Ruhestandsversetzung 1909 leitete er das Georgianum als Direktor und legte auch die dortige historische Sammlung an. Er unterrichtete in Pastoraltheologie, Homiletik, Liturgik und Katechetik. Von 1877 bis 1909 war er Inhaber des Lehrstuhls für Liturgiewissenschaft an der Ludwig-Maximilians-Universität München. Als Direktor des Georgianums und als Lehrstuhlinhaber war er der Nachfolger von Valentin Thalhofer (1825–1891). Eduard Weigl (1869–1960) wurde sein eigener Nachfolger in diesen Ämtern.
Ebenso wie sein geadelter Bruder Alois wurde Andreas Schmid in Immenstadt bestattet.
Andreas Schmid verfasste zahlreiche theologische und kirchengeschichtliche Werke. Der Reichstagsabgeordnete Alois Schmid (1854–1911) war sein Neffe.
Ab 1880 war er Ehrenmitglied der katholischen Studentenverbindung KDStV Aenania München.

## Werke (Auswahl)
- Der Altar und sein Schmuck, Regensburg, 1871
- Ceremoniale clericorum, Kempten, 1878
- Christliche Symbole aus altchristlicher und mittelalterlicher Zeit, Schrobenhausen, 1891
- Lebensskizze Dr. Valentin Thalhofer, Kempten, 1892
- Geschichte des Georgianums, München, 1894
- Sammlung religiöser Sinnsprüche für Kirchengebäude und kirchliche Gegenstände, 1899
- Biografie Dr. Alois von Schmid, 1911